# Aziatische kampioenschappen schaatsen afstanden 1998
De Aziatische kampioenschappen schaatsen afstanden 1998 werden op 6 en 7 december 1997 op de ijsbaan No Mori Skating Centre Obihiro-Nemuro te Obihiro, Japan gehouden. Er deden 35 schaatsers, 18 mannen en 17 vrouwen, uit drie verschillende landen, China, Japan en Zuid-Korea, mee.

## Mannentoernooi
| Afstand | Goud              | Zilver          | Brons             |
| ------- | ----------------- | --------------- | ----------------- |
| 2×500m  | Kim Yoon-man      | Manabu Horii    | Lee Kyou-hyuk     |
| 1000m   | Kim Yoon-man      | Lee Kyou-hyuk   | Manabu Horii      |
| 1500m   | Mamoru Ishioka    | Takahiro Nozaki | Toshihiko Itokawa |
| 5000m   | Toshihiko Itokawa | Takahiro Nozaki | Yoon Jeong-jin    |
| 10.000m | Takahiro Nozaki   | Yoon Jeong-jin  | Kazuki Sawaguchi  |

## Vrouwentoernooi
| Afstand | Goud           | Zilver          | Brons            |
| ------- | -------------- | --------------- | ---------------- |
| 2×500m  | Tomomi Okazaki | Kyoko Shimazaki | Choi Seung-yong  |
| 1000m   | Yayoi Nagaoka  | Choi Seung-yong | Kyoko Shimazaki  |
| 1500m   | Yayoi Nagaoka  | Nami Nemoto     | Aki Narita       |
| 3000m   | Miki Ogasawara | Nami Nemoto     | Aki Narita       |
| 5000m   | Nami Nemoto    | Miki Ogasawara  | Takako Toraguchi |

1994 Sapporo · 
1995 Ulaanbaatar · 
1997 Obihiro · 
1998 Obihiro · 
2000 Ulaanbaatar · 
2001 Harbin · 
2004 Chuncheon · 
2005 Ikaho · 
2007 Changchun · 
2008 Shenyang · 
2009 Tomakomai · 
2010 Obihiro · 
2011 Harbin · 
2012 Astana · 
2013 Changchun · 
2014 Tomakomai · 
2015 Changchun